# Дивизия Мерме (Первая империя)
Кавалерийская дивизия Мерме (фр. Division de cavalerie Mermet) — кавалерийская дивизия Франции периода наполеоновских войн.

## История
Дивизия была сформирована маршалом Массена 11 сентября 1805 года в составе Армии Италии. Во главе дивизии был поставлен генерал Мерме. Участвовала в Итальянской кампании 1805 года и Неаполитанской кампании 1806 года. Расформирована Наполеоном 23 сентября 1806 года.

## Командование дивизии и бригады

### Командир дивизии
- дивизионный генерал Огюст Мерме (11 сентября 1805 – 23 сентября 1806)

### Начальники штаба
- полковник штаба Жан-Пьер Камбасерес (5 октября 1803 – 10 июля 1806)
- полковник штаба Франсуа Рансонне (4 марта 1807 – 15 октября 1808)

### Командиры бригад
- бригадный генерал Николя Гийо де Лакур (11 сентября 1805 – 23 сентября 1806)
- полковник Франсуа Оффанстен (23 сентября 1805 – 23 сентября 1806)

## Подчинение и номер бригады
- кавалерийская дивизия Армии Италии (11 сентября 1805 года).

## Организация дивизии
На 18 октября 1805 года:
- командир дивизии — дивизионный генерал Огюст Мерме
- 1-я бригада (командир — бригадный генерал Николя Гийо де Лакур)
  - 24-й драгунский полк (4 эскадрона, командир — полковник Клод-Эдм Трубль)
  - 30-й драгунский полк (3 эскадрона, командир — полковник Жан Дюпре)
- 2-я бригада (командир — полковник Франсуа Оффанстен)
  - 7-й кирасирский полк (4 эскадрона, командир — полковник Франсуа Оффанстен)
  - 8-й кирасирский полк (4 эскадрона, командир — полковник Жан-Батист Мерлен)
    - Всего: 15 эскадронов, 1702 человека и 4 орудия[1].